# امیلیا (اوهایو)
امیلیا، اوهایو (به انگلیسی: Amelia, Ohio) یک منطقهٔ مسکونی در ایالات متحده آمریکا است که در اوهایو واقع شده‌است.

## خصوصیات
امیلیا ۴٫۶۴ کیلومترمربع مساحت و ۴٬۸۰۱ نفر جمعیت دارد و ۲۶۷ متر بالاتر از سطح دریا واقع شده‌است.

## نگارخانه

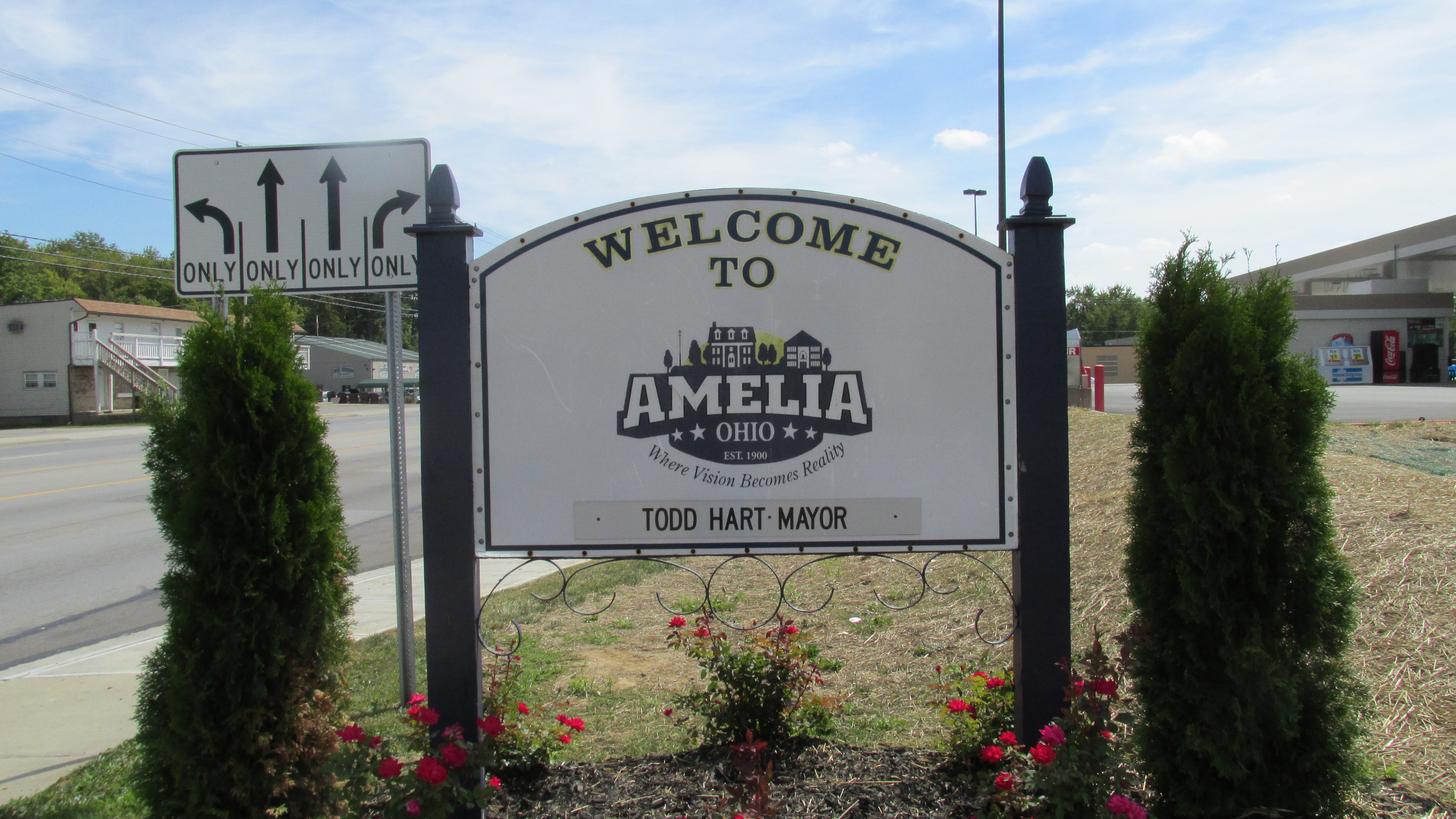
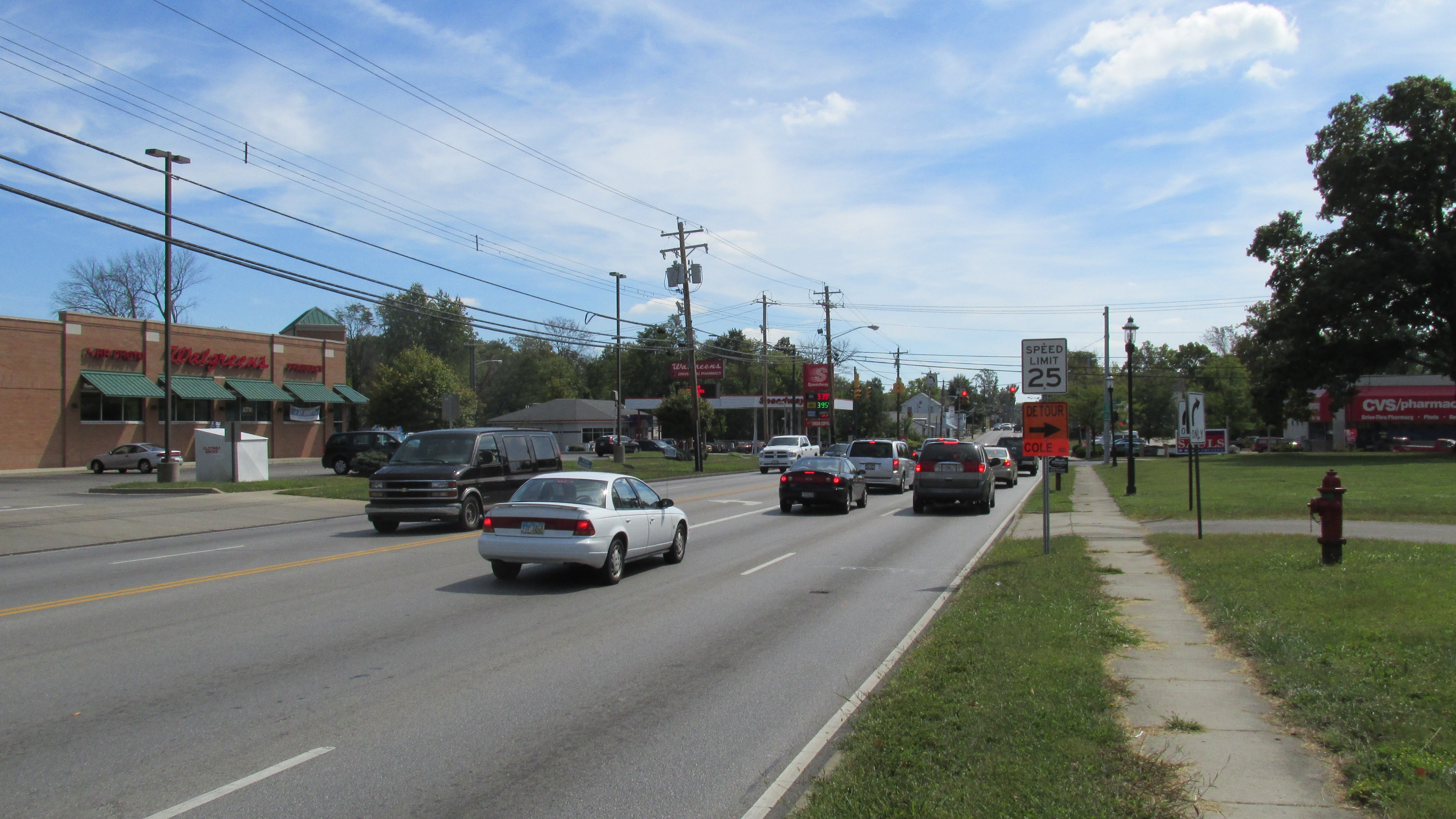
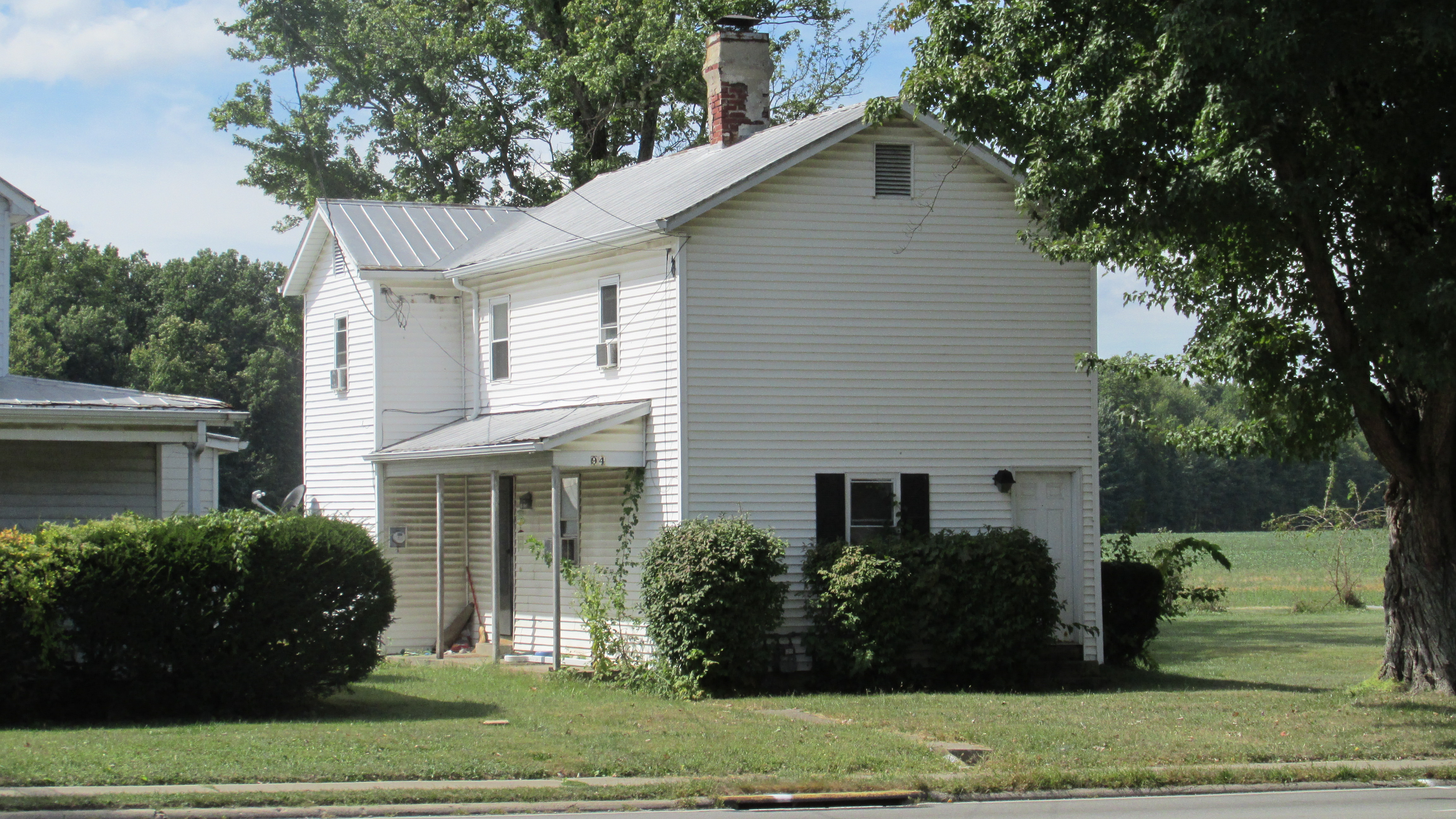